# Papagena
Papagena è il venticinquesimo album in studio dei Rondò Veneziano pubblicato il 26 novembre 2001 dalla Baby Records International-Cleo Music AG e distribuito dalla ZYX Music.

## Descrizione
È il quarto concept album del gruppo. Il brano Papagena è ispirato all'omonimo personaggio de Il flauto magico di Wolfgang Amadeus Mozart, mentre gli altri brani si ispirano alle sensazioni provate da Reverberi viaggiando per le città europee: Désirée una ragazza conosciuta a Parigi, Il balcone di Giulietta a Verona, la Puerta del Sol a Madrid, la Grotta azzurra a Capri, le emozioni dopo un concerto di Brahms, Il battistero della Gedaechtniskirche di Berlino, il Rifugio alpino di Bergen, il Viale Rossini di Genova e l'Alba sul mare di Gladsaxe.
L'illustrazione della copertina è di Victor Togliani, la grafica di Riccardo Andreoni; il logo del gruppo è di Enzo Mombrini-Erminia Munari.
In Francia è stato pubblicato come Vénitienne e contiene il brano omonimo (nella versione italiana Papagena), una versione diversa di Désirée e tre brani dagli album Honeymoon - Luna di miele e Marco Polo.

### Formazione
- Gian Piero Reverberi - direttore d'orchestra e pianoforte
- Fabrizio Giudice (accreditato come Patrizio Guidich) - chitarra classica (in Puerta del Sol)
- Willi Burger - armonica a bocca (in Siciliana)

### Registrazione
- Park Studio di Tutzing
  - Klaus Strazicky - ingegnere del suono
- Zerodieci Studio di Genova
  - Roberto Vigo - ingegnere del suono
- UnderGround Studio di Genova
  - Paolo Vannini - ingegnere del suono
- Gian Piero Reverberi - suoni addizionali
- DG Studio di Genova
  - Gian Piero Reverberi, Franco Fochesato - missaggio
  - Franco Fochesato - editing e mastering

## Tracce
Tutti i brani sono editi dalla Cleo Music AG ad eccezione di Siciliana (Suite per armonica e archi): Orma, Cleo Music AG e Reverberi Edizioni Musicali.

### Papagena
1. Papagena  (Gian Piero Reverberi e Ivano Pavesi) - 3:04
2. Désirée  (Gian Piero Reverberi e Ivano Pavesi) - 3:22
3. Il balcone di Giulietta  (Gian Piero Reverberi e Ivano Pavesi) - 3:47
4. Puerta del Sol  (Gian Piero Reverberi e Ivano Pavesi) - 3:44
5. La grotta azzurra  (Gian Piero Reverberi e Ivano Pavesi) - 3:35
6. Dopo il concerto  (Gian Piero Reverberi e Ivano Pavesi) - 2:53
7. Il battistero  (Gian Piero Reverberi e Ivano Pavesi) - 4:00
8. Rifugio alpino  (Gian Piero Reverberi e Ivano Pavesi) - 4:16
9. Désir d'amour  (Gian Piero Reverberi e Ivano Pavesi) - 2:37
10. Viale Rossini  (Gian Piero Reverberi e Ivano Pavesi) - 2:59
11. Alba sul mare  (Gian Piero Reverberi e Ivano Pavesi) - 3:31
12. Siciliana (Suite per armonica e archi) (Gian Piero Reverberi) - 3:00

### Vénitienne
1. Palazzo Fortuny[2]  (Gian Piero Reverberi e Ivano Pavesi) - 5:19
2. Puerta del Sol  (Gian Piero Reverberi e Ivano Pavesi) - 3:44
3. Désir d'amour  (Gian Piero Reverberi e Ivano Pavesi) - 2:37
4. I preparativi[3]  (Gian Piero Reverberi e Ivano Pavesi) - 2:46
5. Vénitienne (= Papagena)  (Gian Piero Reverberi e Ivano Pavesi) - 3:04
6. Il balcone di Giulietta  (Gian Piero Reverberi e Ivano Pavesi) - 3:47
7. Viale Rossini  (Gian Piero Reverberi e Ivano Pavesi) - 2:59
8. Désirée (seconda versione)  (Gian Piero Reverberi e Ivano Pavesi) - 3:22
9. Rifugio alpino  (Gian Piero Reverberi e Ivano Pavesi) - 4:16
10. La grotta azzurra  (Gian Piero Reverberi e Ivano Pavesi) - 3:35
11. Dopo il concerto  (Gian Piero Reverberi e Ivano Pavesi) - 2:53
12. Mercatino[2]  (Gian Piero Reverberi e Ivano Pavesi) - 3:00
13. Alba sul mare  (Gian Piero Reverberi e Ivano Pavesi) - 3:31

## Classifiche
| Paese    | Posizione raggiunta |
| -------- | ------------------- |
| Germania | 73                  |
| Svizzera | 91                  |